# Weissella kandleri
Weissella kandleri (abreujat W. kandleri) és un bacteri grampositiu descrit originalment com a Lactobacillus kandleri, que actualment es classifica en el gènere Weissella. La seva morfologia és bacilar irregular i es poden disposar en parelles. No són mòbils. No poden créixer a partir 45 °C. Produeix àcid a partir de maltosa, rafinosa, sacarosa, xilosa, trehalosa, melibiosa, arabinosa i cel·lobiosa. La paret cel·lular d'aquesta espècie es diferencia de la paret de les altres espècies del gènere, ja que en aquesta espècie el pont interpeptídic conté glicina. El seu contingut en G+C és del 39%.
La seva soca tipus és ATCC:51149.